# Christiana Guinle
Christiana Guinle (Rio de Janeiro, 23 gennaio 1965) è un'attrice brasiliana.

## Biografia
È cugina di Guilhermina Guinle, anche lei attrice.
A 15 anni si è spostata a Londra, dove ha compiuto la propria formazione artistica nella Royal Shakespeare Company, allieva di Vanessa Redgrave . Rientrata in Brasile ha lavorato per anni in teatro, dove tra l'altro ha interpretato il personaggio di Penelope in uno spettacolo tratto dall’Odissea, ruolo che le ha fatto vincere il Premio Mambembe.
Ha preso parte ad alcuni film, tra cui Mil e uma di Suzana Moraes. In televisione è stata comprimaria in fortunate telenovelas tra le quali Os ossos do barão, La scelta di Francisca, Garibaldi, l'eroe dei due mondi e Lado a lado.

## Vita privata
Si considera lesbica di genere fluido. 